# Garry McCoy

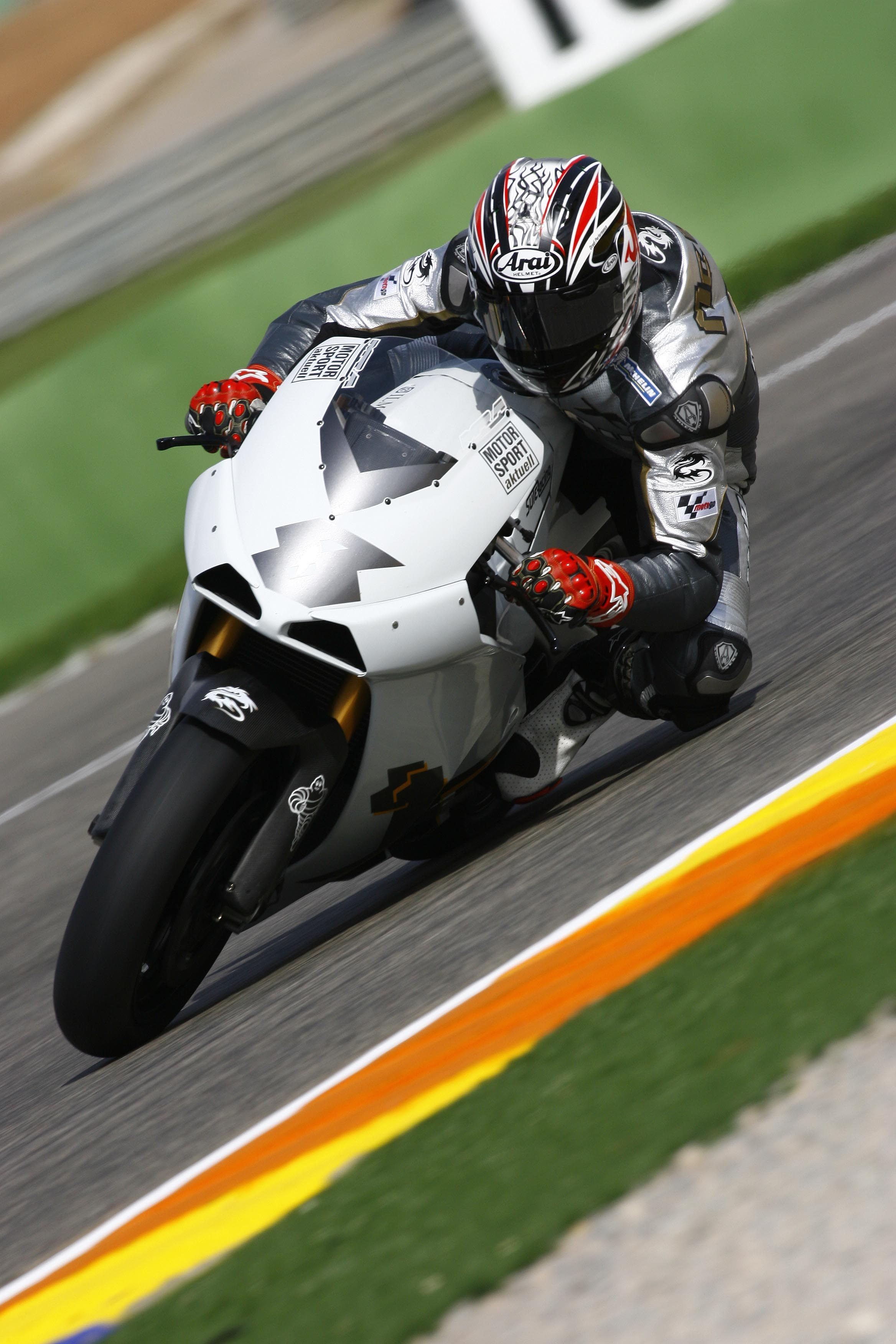
McCoy mit der Ilmor SRT X³

Garry McCoy (* 18. April 1972 in Sydney, New South Wales, Australien) ist ein australischer Motorradrennfahrer.

## Karriere
1992 nahm McCoy in der Klasse bis 125 cm³ erstmals an Rennen der Motorrad-Weltmeisterschaft teil. Die erste komplette Saison folgte im Jahr darauf. 1995 und 1996 konnte McCoy jeweils ein Rennen für sich entscheiden.

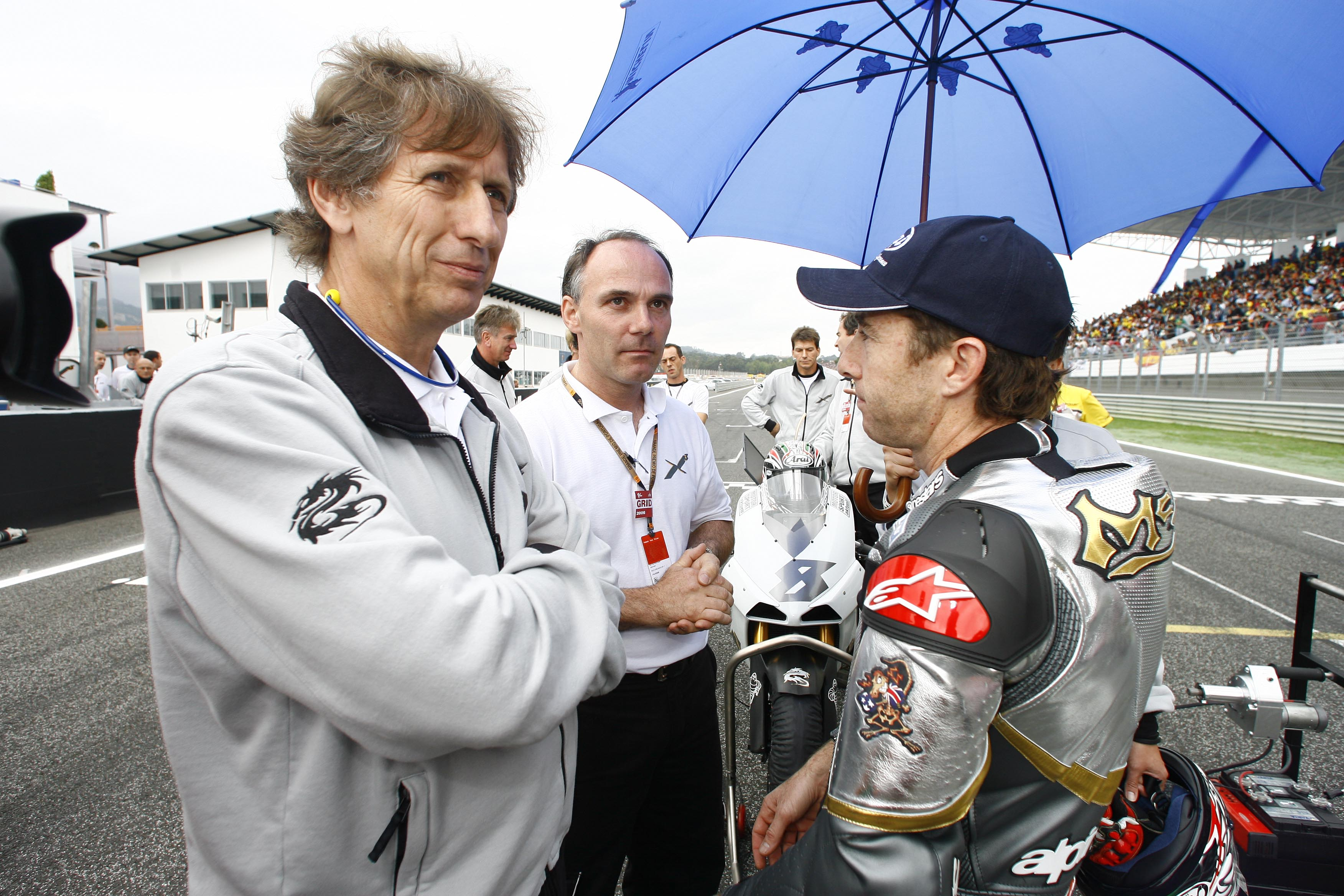
Garry McCoy (r.) mit Mario Illien (l.) und Eskil Suter in Estoril 2006 beim Debüt der Ilmor MotoGP-Maschine

McCoys Wechsel in die Klasse bis 500 cm³ fand 1998 statt. Nach anfänglichen Problemen mit einer Verletzung kam 2000 der Durchbruch mit einem Sieg im Auftaktrennen in Südafrika. McCoy beendete die Saison nach zwei weiteren Siegen auf Platz fünf der Gesamtwertung. Sein die Kurven andriftender Fahrstil kam den damaligen Michelin-Reifen entgegen. Die folgenden Jahre waren nach einer weiteren Verletzung 2001 und dem Wechsel zu Kawasaki 2003 weit weniger erfolgreich.
2004 wechselte Garry McCoy in die Superbike-Weltmeisterschaft zu Ducati und gewann das Rennen in Phillip Island. 2006 wurde McCoy von Ilmor SRT als Testfahrer für die neue 800-cm³-Ilmor SRT X³ verpflichtet und startete mit einer Wildcard bei den letzten beiden Läufen der MotoGP-Saison, in denen er trotz mehrerer Runden Rückstand jeweils einen WM-Punkt holte. Er war auch als Fahrer für 2007 im Gespräch, wurde dann jedoch durch Andrew Pitt und Jeremy McWilliams ersetzt.
Nach einem Jahr Rennpause trat McCoy 2008 und 2009 mit einer Triumph Daytona 675 in der Supersport-Weltmeisterschaft an.
Für 2010 hat er keinen festen Startplatz in einer der Motorrad-Weltmeisterschaften.

## Statistik

### In der Motorrad-Weltmeisterschaft
| Saison | Klasse  | Team                                     | Motorrad             | Rennen | Siege | Zweiter | Dritter | Poles | Schn. Runden | Punkte | Ergebnis |
| ------ | ------- | ---------------------------------------- | -------------------- | ------ | ----- | ------- | ------- | ----- | ------------ | ------ | -------- |
| 1992   | 125 cm³ | AGV Team Germany / Ditter Plastic-Stauch | Bakker-Rotax / Honda | 3      | –     | –       | –       | –     | –            | –      | –        |
| 1993   | 125 cm³ | AGV Team Germany                         | Aprilia              | 12     | –     | –       | –       | –     | –            | 25     | 19.      |
| 1994   | 125 cm³ | AGV Attac Racing                         | Aprilia              | 10     | –     | –       | 2       | –     | –            | 56     | 13.      |
| 1995   | 125 cm³ | Team Europa Zwafink                      | Honda                | 4      | 1     | –       | –       | –     | –            | 16,5   | 22.      |
| 1996   | 125 cm³ | Scuderia Alfa Bieffe                     | Aprilia              | 15     | 1     | 1       | –       | –     | –            | 87     | 12.      |
| 1997   | 125 cm³ | Scuderia Alfa Bieffe                     | Aprilia              | 15     | –     | –       | 2       | 1     | –            | 109    | 7.       |
| 1998   | 500 cm³ | Shell Advance Racing                     | Honda                | 10     | –     | –       | –       | –     | –            | 23     | 17.      |
| 1999   | 500 cm³ | Red Bull Yamaha WCM                      | Yamaha               | 10     | –     | –       | 1       | –     | –            | 65     | 14.      |
| 2000   | 500 cm³ | Red Bull Yamaha WCM                      | Yamaha               | 16     | 3     | –       | 3       | 1     | 1            | 161    | 5.       |
| 2001   | 500 cm³ | Red Bull Yamaha WCM                      | Yamaha               | 11     | –     | 1       | 2       | –     | –            | 88     | 12.      |
| 2002   | MotoGP  | Red Bull Yamaha WCM                      | Yamaha YZR500        | 12     | –     | –       | –       | –     | –            | 33     | 20.      |
| 2003   | MotoGP  | Kawasaki Racing Team                     | Kawasaki Ninja ZX-RR | 16     | –     | –       | –       | –     | –            | 11     | 22.      |
| 2004   | MotoGP  | MS Aprilia Racing                        | Aprilia RS Cube      | 3      | –     | –       | –       | –     | –            | –      | –        |
| 2006   | MotoGP  | Ilmor SRT                                | Ilmor SRT X³         | 2      | –     | –       | –       | –     | –            | 2      | 22.      |
| Gesamt | Gesamt  | Gesamt                                   | Gesamt               | 139    | 5     | 2       | 10      | 2     | 1            | 676,5  |          |

### In der Superbike-Weltmeisterschaft
| Saison | Team                           | Motorrad      | Rennen | Siege | Zweiter | Dritter | Poles | Schn. Runden | Punkte | Ergebnis |
| ------ | ------------------------------ | ------------- | ------ | ----- | ------- | ------- | ----- | ------------ | ------ | -------- |
| 2004   | Xerox - Ducati Nortel Networks | Ducati 999 RS | 22     | 1     | –       | 2       | –     | 2            | 199    | 6.       |
| 2005   | Foggy Petronas Racing          | Petronas FP1  | 19     | –     | –       | –       | –     | –            | 15     | 22.      |
| Gesamt | Gesamt                         | Gesamt        | 41     | 1     | 0       | 2       | –     | 2            | 214    |          |

### In der Supersport-Weltmeisterschaft
| Saison | Team                 | Motorrad            | Rennen | Siege | Zweiter | Dritter | Poles | Schn. Runden | Punkte | Ergebnis |
| ------ | -------------------- | ------------------- | ------ | ----- | ------- | ------- | ----- | ------------ | ------ | -------- |
| 2008   | Triumph - SC         | Triumph Daytona 675 | 8      | –     | –       | –       | –     | –            | 13     | 26.      |
| 2009   | ParkinGO Triumph BE1 | Triumph Daytona 675 | 14     | –     | 2       | –       | –     | –            | 98     | 8.       |
| Gesamt | Gesamt               | Gesamt              | 22     | 0     | 2       | 0       | 0     | 0            | 111    |          |